# George Brizan

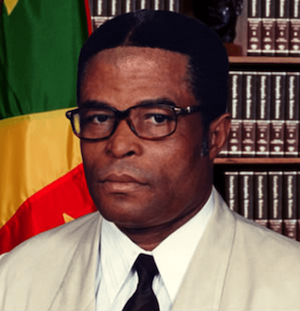
George Brizan (1995)

George Ignatius Brizan, CMG, CBE  (* 31. Oktober 1942 in Saint David; † 18. Februar 2012 in St. George’s) war ein Politiker auf Grenada (National Democratic Congress) und Historiker.

## Leben und Karriere
Brizan wurde am 31. Oktober 1942 in Saint David geboren. Er besuchte die St. Dominic’s Roman Catholic Primary School und das Presentation Brothers College, sowie das Grenada Teachers College. Er studierte Pädagogik, Wirtschaftswissenschaften und Geschichte an der University of the West Indies (Certificate of Education), der University of Calgary (Bachelor of Arts und Master of Arts in Geschichte und Wirtschaftswissenschaften) und der Carlton University (Master of Arts in Internationalen Wirtschaftsbeziehungen).
Zwischen 1963 und 1984 war er im Öffentlichen Dienst von Grenada, schwerpunktmäßig in den Bereichen Bildung und Erziehung, tätig. Seine Tätigkeit im Öffentlichen Dienst begann er als Lehrer an der Grenada Boys' Secondary School (GBSS) und wurde später Dozent und Konrektor (Vice-Principal) des Institute for Further Education (IFE), jetzt T. A. Marryshow Community College. In der Position eines Chief Education Officer arbeitete er im Bildungs- und Erziehungsministerium (Ministry of Education) von Grenada. Seit den späten 1960er Jahren war er für jede Regierung Grenadas tätig. Als er in den 1990er Jahren Berater im Finanzministerium der Regierung von Keith Mitchell wurde, wurde er damit der bislang einzige frühere Premierminister, der für eine nachfolgende Regierung tätig wurde.
In den 1970er Jahren gehörte er dem New Jewel Movement an. Er kehrte zu ihm zurück als Regierungsbeamter (Government Education Administrator), bevor es zum Umsturz kam.
Brizan war auch als Autor aktiv und hielt Vorträge zur Geschichte der Insel. Er schrieb Grenada: Island of Conflict, das als bahnbrechende Arbeit über die Geschichte Grenadas gilt. Es behandelt den Zeitraum von den europäischen Siedlungen im 17. Jahrhundert bis zum Putsch im Jahre 1983 und der folgenden US-Invasion in Grenada. The Nutmeg Industry – Grenada’s Black Gold beschäftigte sich mit dem Anbau der Muskatnuss auf Grenada. Er galt als Vorbild zahlreicher Studenten. Es war nicht unüblich, dass Studenten angaben, ein „Brizan“ (also ein Wirtschaftswissenschaftler/Historiker) werden zu wollen.
Er trat 1984 in die Politik ein und wurde in drei aufeinanderfolgenden Legislaturperioden ins Repräsentantenhaus gewählt, zunächst für die New National Party. Brizan zählte 1984 zu den Begründern der National Democratic Party (NDP), die sich noch im selben Jahr mit drei anderen Parteien (Grenada National Party von Herbert Blaize und dem Grenada Democratic Movement von Francis Alexis) zur New National Party vereinigte. Nach den Wahlen im Dezember 1984 wurde er Minister. Im April 1987 traten George Brizan und ein weiterer Minister, Francis Alexis, zurück und verließen die NNP, um den New Democratic Congress (NDC) zu gründen. Brizan übernahm den Vorsitz. Unter Nicholas Brathwaite gewann der NDC die Parlamentswahlen 1990. Dieser war Brizans Nachfolger als NDC-Vorsitzender geworden.
Brizan übernahm mehrere Ministerämter. Zunächst war er als Finanzminister tätig. Am 27. April 1992 wurde er Landwirtschaftsminister. Auch war er (in beiden Positionen) Minister für Handel, Industrie, Produktion und Energie. Im Juli 1994 trat Braithwaite vom Parteivorsitz zurück und Brizan wurde am 4. September 1994 auf einem Parteitag zum Nachfolger gewählt. Als Nachfolger von Brathwaite wurde George Brizan am 1. Februar 1995 Premierminister und übernahm auch die Ministerien für äußere und nationale Sicherheit, Inneres, Landwirtschaft sowie Personal und Management. Er musste sein Amt jedoch nach dem Wahlsieg der NNP im Juni 1995 aufgeben. Am 22. Juni 1995 wurde Keith Mitchell sein Nachfolger; dieser hatte mit ihm zusammen das Presentation Boys College besucht. Brizans Partei war bei den Wählern in die Kritik geraten, da sie Einkommensteuern für Privatpersonen wieder einführte und harte wirtschaftliche Maßnahmen durchführte, um hohe Auslandsschulden, verringerte US-Hilfen und geringere Einkommen aus der Landwirtschaft auszugleichen.
Er war auch Präsident des African, Caribbean and Pacific Council of Ministers des Lomé-Abkommens und Vorsitzender (Chairman) des Standing Committee of Caribbean Community Ministers responsible for Agriculture.
Bei den Parlamentswahlen 1999 verlor Brizans Partei alle Sitze. Er war zu dieser Zeit Oppositionsführer seit 1995. Laut seiner eigenen Aussage hatten Meinungsverschiedenheiten innerhalb der Partei deren Image beschädigt. Zu dieser Zeit litt er bereits an gesundheitlichen Problemen. Er zog sich daraufhin aus der aktiven Politik zurück, blieb aber ein angesehener Experte.

## Wirken in der Öffentlichkeit
Seine Arbeit im Bereich Bildung genoss unter Studenten hohes Ansehen.
Brizan galt als sehr beliebter Landwirtschaftsminister bei den Landwirten und den Mitarbeitern des Landwirtschaftsministeriums, die während seiner Amtszeit dort tätig waren. Er vertraute auf das Potential des Anbaus der Muskatnuss für die wirtschaftliche Entwicklung des Landes. Damit stieß er aber auf wenig Anklang.
In seiner Amtszeit als Finanzminister führte er zwischen 1991 und 1994 ein Strukturanpassungsprogramm ein. Bei der Regierungsübernahme 1990 war Grenada nicht kreditwürdig. Die Weltpreise für Muskatnüsse brachen 1991 zusammen. Das Land stand vor einer wirtschaftlichen Krise. Das Strukturanpassungsprogramm erwies sich zwar nicht als populär, aber notwendig. Das Finanzministerium wurde in dieser Zeit durch die Einstellung qualifizierter Hochschulabsolventen und Mitarbeiter professionalisiert; die Kreditwürdigkeit wurde wiederhergestellt. Auch profitierte Grenada von Entwicklungshilfen der Europäischen Union. Nach seiner Amtszeit unterstützte Brizan die Regierung von Keith Mitchell dabei, die guten Beziehungen zur EU wiederaufzunehmen. Auch unterstützte er die Regierung von St. Vincent und die Grenadinen.
2005 erschien sein letztes Buch, She Stood Alone, das er zusammen mit seiner Tochter Jean Brizan verfasst hatte. Es handelt vom Beitrag von grenadinischen Frauen beim Aufbau der Nation.

## Ehrungen
1971 wurde er mit einer Post-graduate Fellowship der University of Calgary geehrt. Er wurde 1974 Norman Paterson Fellow der Carlton University. Brizan erhielt 1981 den kanadischen International Development Research Centre Award.
In den 2009 New Year Honours wurde er zum Commander des Order of the British Empire ernannt. Auch ist er Companion des Order of St. Michael and St. George.

## Familie und Tod
Brizan heiratete Jean, eine frühere Lehrerin und Angestellte des Bildungsministeriums. Zusammen haben sie vier Kinder.
Er starb am 18. Februar 2012 im General Hospital in St. George’s im Alter von 69 Jahren nach längerer Krankheit. Er litt an Diabetes. Zuletzt drohte er zu erblinden.

## Veröffentlichungen
- Free trade and the British West Indian sugar industry: an analysis of the Sugar Duties Act of 1846 and its effect on the sugar industry of Jamaica and Barbados, Verlag unbekannt, 1972, ISBN unbekannt (Dissertation)
- Canada and the Commonwealth Caribbean economic relations, 1966-1974, Verlag unbekannt, 1975, ISBN unbekannt (Dissertation)
- The Development of the Labour Movement in Grenada, Verlag unbekannt, 1975, ISBN unbekannt
- The indentured immigration scheme to Grenada, 1835-1895, Verlag unbekannt, 1976, ISBN unbekannt
- Inflation, the millstone around the worker's neck (Trade Union Council publication), Grenada Publishers, 1977, ISBN unbekannt
- The People's Tribune (Zeitung, 1978)
- The Nutmeg Industry - Grenada’s Black Gold, Verlag unbekannt, 1979, ISBN unbekannt
- Grenada's Constitutional History - A Brief Sketch, Verlag unbekannt, 1979, ISBN unbekannt
- The Grenadian peasantry and social revolution, 1930-51 (Working paper), Institute of Social and Economic Research, 1979, ISBN unbekannt
- Recent Educational Reform in Grenada, 1979-81, Verlag unbekannt, 1981, ISBN unbekannt
- Creole and Immigrant-Aspects of Nineteenth Century Grenadian Society, Verlag unbekannt, 1981, ISBN unbekannt
- The Fedon Rebellion of 1795-96, Verlag unbekannt, 1982, ISBN unbekannt
- The Education Reform Process, Verlag unbekannt, 1982, ISBN unbekannt
- Grenada - Island of Conflict: From Amerindians to Peoples' Revolution, 1498-1979, Zed Books, 1984, ISBN 978-0-86232-230-4
- Performance of the Tourism Sector - First Six Months of 1985, St. George's, 1985, ISBN unbekannt
- Address to the nation, Minister of Agriculture and Tourism, 1985, ISBN unbekannt
- A testing time for all: The first year in government, United States Government Printing Office, 1986, ISBN unbekannt
- Development of the fisheries sector, Verlag unbekannt, 1986, ISBN unbekannt
- Autocracy, Repression and the Emergency Powers Act of 1987, Verlag unbekannt, 1987, ISBN unbekannt
- The agony of a Caribbean micro-state: Grenada in the 1970s, 1980s and beyond, Verlag unbekannt, 1989, ISBN unbekannt
- Education and human resource wastage: Grenada’s situation, Verlag unbekannt, 1989, ISBN unbekannt
- They laboured in the vineyard: glimpses into Catholicism & Christianity in Grenada, Verlag unbekannt, 1997, ISBN unbekannt
- Neo-Mercantilism & the export of wealth, Verlag unbekannt, 1997, ISBN unbekannt
- Greatness through service to humanity: the English Dominicans in Grenada, 1901-2001, Verlag unbekannt, 2001, ISBN unbekannt
- Grenada: Fortitude and the Human Condition, CL Financial Limited, 2001, ISBN 978-976-8173-56-0 (mit Kwamina Brizan)
- Brave Young Grenadians: Loyal British Subjects: Our People in the First and Second World Wars, G. Brizan, 2002, ISBN 978-976-8054-53-1
- Education & productive work during the regime of the People's Revolutionary Government, Grenada, 1979-1983, Verlag unbekannt, 2003, ISBN unbekannt
- Black Gold Revisited: 22 years later: 2001, Verlag unbekannt, 2003, ISBN unbekannt
- St. George's: the prettiest town in the West Indies, Verlag unbekannt, 2004, ISBN unbekannt (mit Michael Jessamy)
- She Stood Alone: a tribute to the Grenadian woman, Verlag unbekannt, 2005, ISBN unbekannt (mit Jean Brizan)
- Policy Framework paper: Grenada’s successful home-grown three-year structural adjustment programme 1992-1994, Verlag unbekannt, 2005, ISBN unbekannt
- The Development of the Labour Movement in Grenada, 1940-60: a preliminary analysis, Verlag unbekannt, Erscheinungsjahr unbekannt, ISBN unbekannt
- The Question of Foreign Economic Penetration, Verlag unbekannt, Erscheinungsjahr unbekannt, ISBN unbekannt
- Why the National Democratic Party is Opposed to Communism, Verlag unbekannt, Erscheinungsjahr unbekannt, ISBN unbekannt